# Architects (гурт)
Architects — британський металкор-гурт із Брайтона, заснований 2004 року. Гурт змінив декілька назв перед тим, як став іменуватись Architects. Їхня перша назва — Inharmonic, яка потім змінилась на Counting the Days. На рахунку гурту п'ять студійних альбомів і один спільний мініальбом із гуртом Dead Swans.

## Історія
Гурт Architects заснований 2004 р. До цього гурту кожен його учасник уже був задіяний у своїх власних музичних проєктах.
Їхній дебютний альбом Nightmares вийшов у 2006 р. Цього ж року перший бас-гітарист Тім Лукас вирішив покинути гурт заради продовження своєї академічної кар'єри. Йому на зміну прийшов Алекс Дін. Тоді ж до гурту, замість першого вокаліста Мета Джонсона, приєднався Сем Картер і записав із Architects другий альбом Ruin, що вийшов у 2007 р.
Після виходу з Architects Мет Джонсон почав формувати гурт Whitemare з екс-учасників гуртів Johnny Truant і Centurion. Нещодавно до них приєднався колишній гітарист Architects Том Хілліер-Брук.
На початку 2008 р. гурт випустив спліт-мініальбом з британськими музикантами Dead Swans. Альбом містить по дві пісні від кожного виконавця: пісні We're All Alone і Broken Clocks від Architects та пісні In the Half Light і Swallow від Dead Swans. Після релізу відбувся тур двох гуртів по Великій Британії.
Під час свого першого американського туру гурт грав разом із Suicide Silence, Beneath the Massacre і The Tony Danza Tapdance Extravaganza. Після повернення в Англію Architects записали третій альбом під назвою Hollow Crown, який вийшов у 2009 р.
Звучання гурту стало відносно приглушеним, спрямованим на постгардкор у четвертому альбомі The Here and Now, який побачив світ у 2011 р [1].
У лютому 2011 р. гурт оголосив про те, що бас-гітарист Алекс Дін припиняє співпрацю з Architects у зв'язку із сімейними обставинами, проте в липні 2011 р. Дін повернувся до гурту. У період, коли Алекс Дін був відсутній, на концертах його заміняв бас-гітарист Кейсі Лагос [2].
З альбомом Daybreaker, що вийшов у 2012 р., Architects повернулись до колишнього важкого звучання [1].
У квітні 2012 р. гурт покинув Тім Хілліер-Брук, а фронтмен британського метал-гурту Sylosis Джош Міддлтон став сесійним гітаристом Architects, поки вони не підшукають постійного п'ятого музиканта.
27 травня 2016 року вийшов сьомий альбом гурту під назвою All Our Gods Have Abandoned Us.
21 серпня 2016 року було заявлено про смерть гітариста Тома Сьорла після трирічної боротьби проти раку.
6 вересня 2017 гурт випустив сингл під назвою Doomsday. Це був перший реліз після смерті Тома Сьорла, а в кліпі на цю пісню у якості соло-гітариста вперше з'явився Джош Міделтон з гурту Sylosis, який раніше грав з гуртом як туровий гітарист. Сингл вийшов незабаром після того, як гурт оголосив, що почав працювати над новим альбомом. Ден Сьорл підтвердив у Твіттері, що Том працював над цією піснею, але не встиг її закінчити, тому учасники гурту дописували її вже після його смерті. Він також зауважив, що реліз цієї пісні мав показати, що у гурту ще є майбутнє. На наступний день було оголошено, що Джош Мідлтон остаточно став новим гітаристом гурту.
9 лютого 2018 року вийшов восьмий альбом під назвою Holly Hell, куди увійшов Doomsday та ще декілька сінглів, які вийшли раніше у 2018 році.
26 лютого 2021 року, вийшов дев'ятий альбом під назвою «For Those That Wish To Exist».
20 квітня 2022 року гурт випустив новий сингл «When We Were Young» разом із супровідним музичним відео. Прем'єра пісні відбулася на програмі Future Sounds з Кларою Амфо на BBC Radio 1, після чого було взято інтерв'ю у Семом Картером. 12 липня Architects представили сингл «Tear Gas» та відповідне відео. У той же час вони несподівано анонсували десятий студійний альбом «The Classic Symptoms of a Broken Spirit», реліз якого відбувся 21 жовтня 2022 року. 30 серпня вийшов сингл «Deep Fake». 11 жовтня, за тиждень до виходу альбому, гурт випустив четвертий і останній сингл «A New Moral Low Ground» разом із музичним відео. 28 травня 2023 року Architects оголосили, що соло-гітарист Джош Мідлтон покинув гурт за власним бажанням. 4 грудня відбулася прем'єра кліпу на новий сингл «Seeing Red».

## Музичний стиль
Architects, за визначенням різних музичних критиків, поєднують такі жанри, як металкор, маткор, постгардкор, прогресивний метал, постметалкор і технічний метал. Однак музика гурту не базується лише на технічності, у ній використовуються яскраві рифи та хоровий спів.
Вокал Картера включає і грубий скримінг, і мелодичний спів [3] [Архівовано 4 листопада 2013 у Wayback Machine.]. Його вокал також порівнюють із скрипучим вокалом Олівера Сайкса з гурту Bring Me the Horizon [4].

## Склад гурту

### Теперішній склад
- Сем Картер (анг. Sam Carter) — вокал (2007—дотепер)
- Ден Сьорл (анг. Dan Searle) — барабани, перкусія (2004—дотепер)
- Алекс Дін (анг. Alex Dean) — бас-гітара (2006—2011; 2011—дотепер)
- Адам Кристіансон (анг. Adam Christianson) — гітара (2015—дотепер), бек-вокал (2020—дотепер)

### Колишні учасники
- Том Сьорл (анг. Tom Searle) — гітара, клавішні (2004—2016†)
- Мет Джонсон (анг. Matt Johnson) — вокал (2004—2007)
- Тім Лукас (анг. Tim Lucas) — бас-гітара (2004—2006)
- Тім Хілліер-Брук (анг. Tim Hillier-Brook) — гітара (2004—2012)
- Джош Мідлтон (англ. Josh Middleton) — гітара (2018—2023)

### Сесійні музиканти
- Кейсі Лагос (анг. Casey Lagos) — бас-гітара (2011)
- Боббі Деніелз (анг. Bobby Daniels) — бас-гітара (2011)
- Джош Мідлтон (анг. Josh Middleton) — гітара (2012)
- Адам Крістіансон (анг. Adam Christianson) — гітара (2012, 2014–2015)

## Дискографія
Студійні альбоми
- Nightmares (2006)
- Ruin (2007)
- Hollow Crown (2009)
- The Here and Now (2011)
- Daybreaker (2012)
- Lost Forever // Lost Together (2014)
- All Our Gods Have Abandoned Us (2016)
- Holy Hell (2018)
- For Those That Wish to Exist (2021)
- the classic symptoms of a broken spirit (2022)

Мініальбоми
- Architects / Dead Swans E.P. (2008)

## Відеокліпи
- 2007 р. — In The Desert
- 2008 р. — Always, Early Grave, You'll Find Safety
- 2009 р. — Buried At Sea, Follow The Water
- 2011 р. — Delete Rewind, Devil's Island, Heartburn, Learn To Live
- 2012 р. — Alpha Omega, Day In Day Out, These Colours Don't Run
- 2016 р. — Gone With The Wind, A Match Made In Heaven
- 2017 р. — Gravity, Doomsday